# Lamont Dozier
Lamont Herbert Dozier (Detroit (Michigan), 16 juni 1941 – Scottsdale (Arizona), 8 augustus 2022) was een Amerikaanse songwriter, producer en zanger. Hij is het meest bekend als lid van het songwriters- en productietrio Holland-Dozier-Holland, waarvan hij samen met de broers Brian en Eddie Holland deel uitmaakte.

## Holland-Dozier-Holland
In 1962 contracteerde Berry Gordy, de eigenaar van platenmaatschappij Motown, Lamont Dozier als songwriter, producer en solozanger. Al snel besloot hij samen te werken met de gebroeders Holland als songwriters. Hij stopte daarom als zanger. Als lid van het trio Holland-Dozier-Holland schreef Dozier de eerste hit voor The Supremes, na vele pogingen van onder anderen Smokey Robinson en Berry Gordy. When the Lovelight Starts Shining Through His Eyes haalde de plek 23 in de Billboard Hot 100. Daarna schreven ze als Holland-Dozier-Holland vele nummer 1-hits voor de groep, zoals Where Did Our Love Go en Stop! In the Name of Love. Het drietal schreef ook hits voor onder anderen Martha & The Vandellas, The Marvelettes, de Four Tops en Marvin Gaye. Dozier zei de Motownhits I Hear a Symphony en My World Is Empty Without You als zijn favoriete nummers te beschouwen.
In 1967 verliet het trio Motown vanwege een ruzie over het contract. Ze kregen van Motownbaas Berry Gordy niet het eigen sublabel waar ze als grootste hitmakers van het label recht op meenden te hebben. Er was ook onenigheid over auteursrechten. Motown startte een gerechtelijke procedure tegen Holland-Dozier-Holland wegens contractbreuk, die pas in 1977 werd beëindigd. Motowns schadeclaim werd toegewezen, maar het bedrag dat het inmiddels ontbonden trio moest betalen was symbolisch laag.

## Na Motown
Na Motown richtte Dozier samen met de gebroeders Holland eigen labels op: Invictus Records, Hot Wax Records en later Music Merchant Records. Bij deze labels hervatte hij ook zijn carrière als zanger, zowel solo als in een duo met Brian Holland. Invictus maakte een vliegende start en had een aantal grote hits met onder anderen Freda Payne en groepen als Glass House (met Scherrie Payne), Chairmen of the Board en Honey Cone. Om juridische claims van Motown te ontlopen brachten Holland-Dozier-Holland tot 1970 hun songs uit onder de fictieve auteursnamen 'Ronald Dunbar' en 'Edyth Wayne'. 
Na enkele jaren liep het succes terug. Holland, Dozier en Holland probeerden de Motown-muziek van de jaren '60 voort te zetten, terwijl Motown zelf zich verder ontwikkelde in een richting waaraan het grote publiek steeds meer de voorkeur gaf. Onder invloed van de problemen verslechterde de verstandhouding binnen het trio. Lamont Dozier verliet Invictus om te werken aan zijn solocarrière. In zijn kielzog kwam er een uittocht van medewerkers op gang. Vanaf 1973 liep een langdurige rechtszaak van HDH Productions tegen Lamont Dozier en een groot aantal voormalige medewerkers, die door Brian en Eddie Holland van samenzwering werden beschuldigd. Pas in 1982 werden de claims van de broers door de rechter afgewezen.
Later werden de geschillen bijgelegd en werkte Dozier incidenteel weer samen met de broers Holland. Zo schreven ze in 2009 de muziek voor de musicalversie van First Wives Club. Naast veel nieuwe muziek kwamen daarin bekende HDH-klassiekers voor als Stop! In the Name of Love, Reach Out, Can't Help Myself (Sugar Pie Honey Bunch), Forever Came Today en My World Is Empty Without You.
Dozier ontving tijdens zijn solocarrière de Billboard Award voor het beste nieuwe album in 1972. In de jaren '80 schreef hij samen met Phil Collins enkele nummers voor de film Buster, zoals de nummer 1-hit Two Hearts en Loco In Acapulco van de Four Tops. Tijdens dat decennium schreef Dozier ook nummers voor onder anderen Alison Moyet, Simply Red en Peabo Bryson & Regina Belle.
Hij overleed op 81-jarige leeftijd.